# Mesochorus peremptor
Mesochorus peremptor là một loài tò vò trong họ Ichneumonidae.